# Aplocera nomadaria
Aplocera nomadaria är en fjärilsart som beskrevs av Herrich-Schäffer 1848. Aplocera nomadaria ingår i släktet Aplocera och familjen mätare. Inga underarter finns listade i Catalogue of Life.